# 3e armée (guerre franco-prussienne)
Pour les articles homonymes, voir 3e armée.
La 3e armée allemande, placée sous le commandement du prince royal Frédéric III d'Allemagne, a participé à de nombreuses batailles au cours de la guerre franco-prussienne de 1870. Elle a eu une action essentielle lors de la campagne d'Alsace, des combats autour de Sedan puis lors du siège de Paris.

C'est la seule unité comprenant à la fois des troupes de la confédération de l'Allemagne du Nord et des États de l'Allemagne du Sud (Grand-duché de Bade, Royaume de Bavière et Royaume de Wurtemberg).

## Commandement
La 3e armée allemande est commandée par Frédéric-Guillaume, prince royal de Prusse. Son chef d'état-major est le général von Blumenthal et le chef du quartier-général est le colonel von Gottberg.

L'artillerie est commandée par le général Kerck ; il est le conseiller du prince pour tout ce qui concerne l'appui feu et la mise en œuvre des unités d'artillerie.

Le génie est commandé par le général Schutz
L'inspection d'étapes est confiée au général von Gotsch.

## Composition
La 3e armée est composée :
- du 5e corps d'armée (Royaume de Prusse): Generalleutnant Hugo von Kirchbach
  - 9e division d'infanterie: Generalmajor Karl Gustav von Sandrart
  - 10e division d'infanterie: Generalmajor Christoph von Schmidt
- du 11e corps d'armée (Royaume de Prusse): Generalleutnant Julius von Bose
  - 21e division d'infanterie: Generalleutnant Hans von Schachtmeyer
  - 22e division d'infanterie: Generalleutnant Hermann von Gersdorff
- du 1er corps d'armée royal bavarois (Royaume de Bavière): Ludwig von der Tann-Rathsamhausen
  - 1re division d'infanterie bavaroise: Generalleutnant Baptist von Stephan (de)
  - 2e division d'infanterie bavaroise: Generalleutnant Karl zu Pappenheim
- du 2e corps d'armée royal bavarois (Royaume de Bavière): Jakob von Hartmann
- de la division badoise (Grand-duché de Bade): Generalleutnant Gustav Friedrich von Beyer
- de la division wurtembergeoise (Royaume de Wurtemberg): Generalleutnant Hugo von Obernitz
- de la 4e division de cavalerie: General der Kavallerie prince Albert de Prusse
- de la 2e division de cavalerie: Generalleutnant Guillaume de Stolberg-Wernigerode

À partir du 4 août le 6e corps d'armée est affecté à la 3e armée; ses premiers éléments arrivent en gare de Landau le 5 août au soir.
- 6e corps d'armée: General der Kavallerie Wilhelm von Tümpling
  - 11e division d'infanterie: Generalleutnant Helmuth von Gordon
  - 12e division d'infanterie: Generalleutnant Otto von Hoffmann[1]

## Grandes batailles auxquelles participe la3earmée
- 4 août 1870 : Bataille de Wissembourg
- 6 août 1870 : Bataille de Frœschwiller-Wœrth
- 8 août 1870 : investissement et siège de Bitche
- 10 août 1870 : Siège de Phalsbourg
- 11 août 1870 : Siège de Strasbourg
- 1er septembre 1870 : Bataille de Sedan
- septembre 1870 : Siège de Paris (1870)

## Sources
- Grand État-Major allemand : Der grosse Krieg  (8 volumes dont trois de cartes) Berlin, Mittler & Sohn, 1871/1873
- Grand État-Major allemand : Gefechts-Kalender des deutsch-französischen Krieges 1870-1871  Berlin, Mittler & Sohn, 1886